# Karine Fauconnier
Pour les articles homonymes, voir Fauconnier.
 (janvier 2012).
Karine Fauconnier, née à La Rochelle le 11 mars 1972, est une navigatrice française.
Elle a navigué sur tous supports : en monocoque, en multicoque, en équipage, en solitaire, en régates, au large, sur les plans d'eau lacustre ou autour du monde. Elle a gagné de nombreuses courses notamment en Figaro et avec le Trimaran de 60 pieds ORMA Sergio Tacchini.

## Biographie
Fille du navigateur Yvon Fauconnier, Karine Fauconnier a vécu ses premières années à bord du Vendredi 13. Après une adolescence parisienne, Karine retrouve ses racines salées en traversant plusieurs fois l’Atlantique. À 24 ans, elle choisit de se lancer seule dans la course au large sur le circuit Figaro. Pendant 4 ans, sa constante progression sur la « Solitaire du Figaro » la fait entrer dans le Top 10 en 1999 et 2000, et elle remporte également la transat AGRR Lorient-St Barth la dernière année.
En août 2001, Karine baptise son trimaran et devient la seule femme skipper d’un multicoque de 60 pieds ORMA. Après seulement deux saisons, la navigatrice offre à son sponsor Sergio Tacchini plusieurs victoires et podiums, en Grand Prix ainsi que sur les courses au large, elle remporte notamment la Transat Québec-Saint-Malo en 2004.
En 2006, elle devient maman et elle continue de naviguer sur de multiples supports. 
Pendant 3 ans, elle fut barreuse du D35 Ladycat en Suisse ou équipière de Bertrand Pacé, de Giovanni Soldini, puis à nouveau en solitaire sur le nouveau « Figaro », pour un retour aux « bases ».
Les bateaux à aile rigide et à foils volants arrivant, elle s'initie à cette nouvelle façon de naviguer en Class C et Flying Phantom.
En 2014, elle commence à faire du routage pour la Route du Rhum, en Multi 50, pour Gilles Lamiré puis Lalou Roucayrol.
En 2016, navigatrice embarquée à bord d'Arkema, le Multi 50 de Lalou Roucayrol, elle gagne pour la deuxième fois Québec-Saint-Malo.
L'année suivante, forfait pour la Transat Jacques Vabre en double sur Arkema, elle restera à terre chargée du routage, et sera récompensée par une victoire du duo.

## Palmarès
- 2017 : Routage Transat Jacques Vabre pour Arkema. Vainqueur en Multi 50[4].
- 2016 : Vainqueur de Québec-St-Malo (Arkema)
- 2014 : Routage Route du Rhum pour Gilles Lamiré. 3e en Multi 50.
- 2010 : La Solitaire du Figaro (Eric Bompard Cachemire)
- 2009 : Vainqueur des Sables-Horta-Les Sables en double (Class 40 Telecom Italia)[5], Vainqueur de la Transmanche en double (Class 40 Telecom Italia), 9e du Challenge Julius Baer (D35 Ladycat)
- 2008 : 3e du championnat Quebramar Cup, Vainqueur du Troféo de la Reina, 2e de la Copa des Rey (GP42 Near Miss), 7e du Challenge Julius Baer, 2e de l’Open de Rolle (D35 Ladycat),
- 2007 : Vainqueur de la Transat Jacques Vabre (Multi 50’ Whaou !), 9e du Challenge Julius Baer, 5e du Bol d’Or (D35 Ladycat)
- 2005 : Vainqueur du Tour du Monde Qatar Oryx Quest (Cata Doha 2006 - Ex Club Med)[6],[7]
- 2004 : Vainqueur de Québec-St-Malo, Vainqueur du GP de Fécamp, 3e du Championnat du Monde ORMA, 5e de The Transat (l’Ostar), 2e des GP de Marseille, de Corse et de La Trinité-sur-mer avec le trimaran Sergio Tacchini
- 2003 : Vainqueur du GP d’Italie, 3e du Championnat du Monde ORMA, 3e de la Transat Jacques Vabre, 2e du GP de Fécamp, 4e du GP de Marseille sur Sergio Tacchini
- 2002 : Abandon sur avaries lors de la Route du Rhum, 5e du GP de Fécamp, 2e de la Roma per Due sur Sergio Tacchini
- 2001 : En août baptême du Trimaran Sergio Tacchini, Abandon sur avaries lors de la Transat Jacques Vabre[8], 7e du GP de Belgique sur Sergio Tacchini
- 2000 :
  - Vainqueur de la Lorient-St-Barth avec Lionel Lemonchois sur Figaro Sergio Tacchini - Itinéris[9]
  - 7e de la Solitaire du Figaro sur Sergio Tacchini - Itinéris
- 1999 : 6e de la Solitaire du Figaro (Figaro Ville de St Raphaël-Itinéris), 3e du Championnat de France Équipage (Figaro Generali)
- 1998 : 20e de la Solitaire du Figaro (Figaro Ville de St Raphaël), 9e de la Transat Lorient St-Barth en double (Figaro Terre Lune)
- 1997 : 28e de la Solitaire du Figaro (Figaro Ville de St Raphaël)
- 1996 : Vainqueur du Championnat de France Équipage (Figaro Concorde)